# Galgebossen

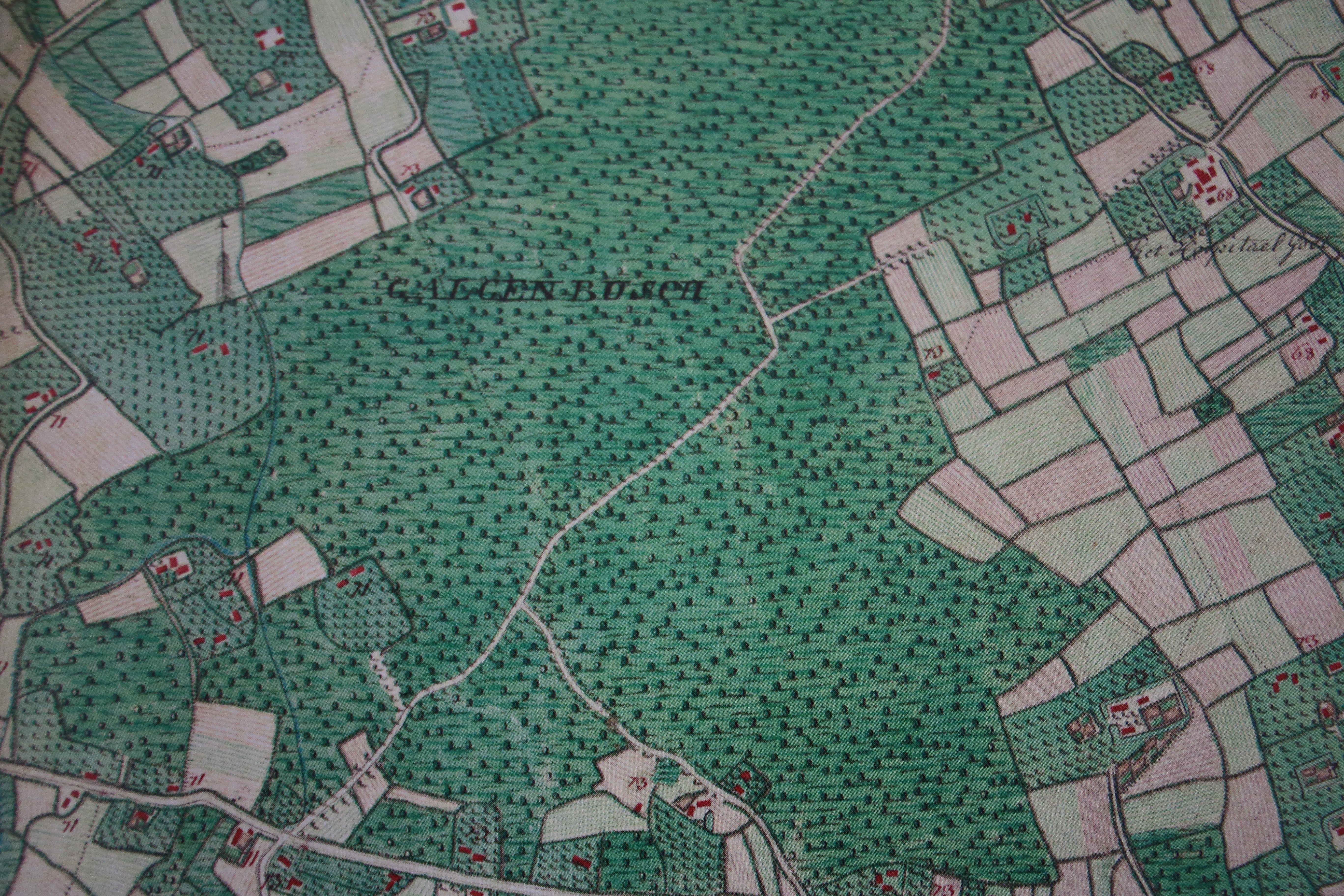
Galgebossen op de Ferrariskaart

De Galgebossen zijn een bos op de grens tussen Poperinge, Elverdinge en Vlamertinge. Het is een natuur- en recreatiegebied en heeft een oppervlakte van 111 hectare. Het wordt beheerd door het Agentschap voor Natuur en Bos en is Europees beschermd als onderdeel van Natura 2000-habitatrichtlijngebied 'West-Vlaams Heuvelland'.

## Geschiedenis
Het natuurgebied is een overblijfsel van een veel uitgestrekter bos dat in de periode van de 9e tot de 11e eeuw vrijwel geheel ontgonnen is. Tot in de 18e eeuw fungeerde het bos ook als galgenveld.
Tijdens de Eerste Wereldoorlog bleven de bossen, in tegenstelling tot andere bosgebieden, gespaard omdat ze een rustgebied vormden voor Britse soldaten. Er was een barak waar Anglicaanse erediensten werden gehouden, en er was een bioscoopzaaltje. Een nabijgelegen hoeve, die sindsdien Hospitaalhoeve wordt genoemd, deed dienst als hospitaal. De 'Plank Road' leidde naar het centrum van Vlamertinge, hierlangs trokken de soldaten naar het front. Aan de rand van het bos ligt de Hagle Dump Cemetery.

## Natuur
Tot de flora behoren gulden sleutelbloem, slanke sleutelbloem, grote muur, kruipend zenegroen, gewone salomonszegel, kleine maagdenpalm, echt duizendguldenkruid, dubbelloof, fraai hertshooi en liggend hertshooi. Er zijn 24 soorten dagvlinders waargenomen, waaronder eikenpage, kleine ijsvogelvlinder en hooibeestje. Verder zijn er vele vogels en diverse soorten zoogdieren. Er leven amfibieën zoals de gewone pad, alpenwatersalamander, kleine watersalamander, kamsalamander, bruine kikker en groene kikker.